# Pietro Napoli Signorelli
Pietro Napoli-Signorelli (Nápoles, 28 de septiembre de 1731 - íd., 1 de abril de 1815), hombre de letras, dramaturgo, crítico, historiógrafo teatral e hispanófilo italiano.

## Biografía
Hijo del notario real Angelo Antonio De Napoli y de Nicoletta Signorelli, estudió con los jesuitas y luego Derecho en la Universidad de Nápoles, licenciándose en 1753. Abogado de profesión, manifestó tempranamente gran curiosidad y entusiasmo por el teatro como actor aficionado y escritor de piezas que no se molestó en guardar. Asimismo le atrajeron la crítica literaria y los estudios de diplomacia (fue profesor de esta materia en el Ateneo de Bolonia), y se instruyó con las obras de los clásicos grecolatinos y de los italianos Tasso, Ariosto, Muratori, Maffei, Lazzarini y Fontanini, entre otros. 
En 1765 salió de Nápoles y con su madre se instaló en Madrid, donde residían algunos familiares; en cuanto a las razones de este traslado, siempre se mostró reticente y unas veces mencionó una desilusión en el amor y otras haber sido "forzado a vivir en países extranjeros, por la falta de un pan que la Patria le negó". La verdad es que en ese año había fallecido su padre e intentó probar suerte en Madrid; y la tuvo, pues fue empleado en la Lotería real, en plena polémica a causa de la prohibición de los autos sacramentales. Allí residió dieciocho años (1765-1783), con un breve viaje a Italia en 1778, y fue asiduo de la Tertulia de la Fonda de San Sebastián, donde conoció a los Moratines (Nicolás y Leandro) y a Tomás de Iriarte. Escribió sátiras en verso que se publicaron en 1774 en Génova. En 1778 obtuvo la primera corona de la Real Diputación Académica de Parma por su comedia Faustina, que tuvo mucho éxito y fue traducida al español por Fermín del Rey (1775). Ya de vuelta a Madrid compuso sus comedias L’eroismo fra i nemici (Nápoles, 1780) y La tirannia domestica, mantuvo una gran correspondencia con intelectuales italianos y publicó breves ensayos.
Volvió a Nápoles con su esposa en 1787, pero no con su hijo Pietro Luigi, que dejó en Madrid en su trabajo de censor general. Fernando IV de Nápoles le otorgó el puesto de secretario de la Academia Napolitana de Ciencias y Letras, que combinaba responsabilidades en el campo científico y literario hasta entonces separadas. Como juró la efímera República Napolitana en 1799, fue obligado a exiliarse por Fernando IV a la República Cisalpina, en Milán, donde estuvo hasta mayo de 1801, trabajando en la cátedra de poesía dramática de la escuela pública de Brera y con el cargo de director de declamación en la Academia de Teatro Patriótico. Para fines educativos, compiló y publicó un volumen de Elementos de poesía dramática. Fue además responsable de la biblioteca del Gimnasio Brera y Secretario perpetuo de la Real Academia de las Ciencias y Bellas Letras de Nápoles, socio de la de Ciencias del Instituto de Bolonia y miembro de la de Ciencias, Letras y Artes de Livorno y de la Etrusca. En 1806, cuando José Bonaparte expulsó a Fernando IV de Nápoles, pudo volver a su ciudad. Aceptó el cargo de Secretario General del Ministerio de Marina que le ofreció el nuevo gobierno el 24 de septiembre. Renunció a la Universidad de Bolonia con el rango de "profesor emérito"; pero pronto abandonó el puesto ministerial y se reintegró a su antiguo trabajo como secretario de la Academia napolitana.
En 1808 se fundó en Nápoles la Sociedad Literaria Pontaniana, que había tomado prestado el nombre de la 
Academia Pontaniana del siglo XV: Napoli Signorelli fue socio y en 1811 asumió el papel de secretario perpetuo. En 1812 leyó dos amplios informes sobre sátira antigua y moderna y sobre el sistema melodramático; en el mismo año completó cinco composiciones en latín, Polymniae Otia, gesto de antigua fidelidad clasicista. Dedicó sus últimas fuerzas a la Sociedad Pontaniana y, cuando su salud le impidió moverse, las reuniones de los miembros tuvieron lugar en su casa. Falleció por un derrame cerebral el 1 de abril de 1815.
Tradujo al italiano casi todas las obras de su gran amigo Leandro Fernández de Moratín salvo El sí de las niñas, y le dirigió también un nutrido epistolario en perfecto español, como el que también dirigió a su amigo el fabulista Tomás de Iriarte, desgraciadamente perdido, y editó el De prodigiosis solis defectibus sermo iterum del científico Luigi Palcani Caccianemici (Bolonia, 1753 - Milán, 1802). Su Storia critica dei teatri antichi e moderni (el tomo de la primera edición de 1777 se convirtió luego en dos (1794 y 1795), seis (1787-90) y finalmente en los once de su edición definitiva de 1813) fue la primera y la única sobre esta materia durante largo tiempo en italiano, "una auténtica autoridad por lo que a teatro europeo se refiere", según Nigel Glendinning, a causa del manejo directo de una copiosa y variada documentación, siendo lo más reseñable su reivindicación de la importancia del teatro del Siglo de Oro español, junto a la que hizo de su lírica otro hispanófilo y amigo suyo como Giambatista Conti, frente al desprecio que manifestaron por la literatura española Girolamo Tiraboschi, Saverio Bettinelli y otros contemporáneos del Neoclasicismo. Recibió sin embargo críticas reticentes en Italia, y en España en particular las del jesuita catalán Francisco Javier Lampillas, siendo más leves las de Vicente García de la Huerta y Ramón de la Cruz; también en Francia tuvo algo que decir Marmontel. A Lampillas le contestó en un "Discurso histórico-crítico" que se publicó como apéndice de la Storia critica en Nápoles, 1783.

## Obras
- Degli affetti umani, Napoli 1754
- Le satire, Génova 1774 (reimpresa con añadidos y variantes en Opuscoli vari. II)
- Storia critica de’ teatri antichi e moderni, Napoli 1777 (II ed. en 6 vols., Nápoles 1787-90; nueva ed., interrumpida tras el vol. II, Venecia 1794-95; Adiciones, Nápoles 1798; III ed. en 10 vols., Nápoles 1813)
- Vicende della coltura nelle due Sicilie, O Sia, Storia Ragionata Della Loro Legislazione E Polizia Delle Lettere, Del Commercio, Delle Arti, E Degli Spettacoli, Dalle Colonie Straniere Insino A Noi, 1784-86 (precedida de un Supplimento alle Vicende en 2 vols., Nápoles 1791-93, y del solo vol. I del Regno di Ferdinando IV, Nápoles 1798, y la 2.ª edic. en 8 vols., Nápoles 1810-11)
- Ne’ funerali in morte del cattolico monarca Carlo III. Orazione, Napoli 1789
- Opuscoli vari, 4 vols., Napoli 1792-95
- Elementi di poesia drammatica, Milano 1801
- Del gusto. Ragionamento di Clitarco Efesio, Milano 1802 (reed. como Del gusto e del bello ragionamento, Napoli 1807)
- Elementi di critica diplomatica con istoria preliminare, 3 vols., Parma-Milano 1805 (seguido de Elementi di diplomatica politica, Napoli 1808)
- "Sulla satira antica e moderna", en Atti della Società pontaniana, III (1819), pp. 1-78
- "Ricerche sul sistema melodrammatico", ibid., IV (1847), pp. 1-125.
- Faustina, Lucca (o Napoli?) 1778
- "La tirannia domestica", en Opuscoli vari, III
- La commedia nuova, trad. de La comedia nueva o El café de Leandro Fernández de Moratín, ibid., IV
- L’eroismo fra i nemici (ed. moderna en Santoro, 1982)
- Delle migliori tragedie greche e francesi. Traduzioni ed analisi comparative, 3 vols., Milano 1804-05.